# Nick Knowles
Nicholas Simon Augustine Knowles (Southall, Middlesex, 21 de septiembre de 1962) es un presentador de televisión, escritor y músico británico. Ha presentado varios programas de televisión, como Real Rescues (2007-2013), Who Dares Wins (2007-2019), Break the Safe (2013-2014), 5-Star Family Reunion (2015-2016) y DIY SOS (1999-presente).

## Primeros años
Knowles nació en Southall, Middlesex. A los 11 años, Knowles se trasladó a Mildenhall, Suffolk, y asistió a la escuela secundaria St Louis Middle School, en  Bury St Edmunds, y volvió a trasladarse, asistiendo a la escuela católica para varones Gunnersbury. Tras otro traslado familiar a Deakin Leas, en Tonbridge, asistió a la escuela Skinners de Royal Tunbridge Wells, Kent, donde destacó en rugby.
Tras dejar la escuela a los 16 años, tuvo varios trabajos como peón, ayudante de gasolinera y vendedor. Tocaba en grupos desde los 14 años y no paraba de escribir música, poesía y comedia, hasta que presentó un guion a un programa de la BBC2 que invitaba a los niños a hacer un vídeo.

## Carrera
Knowles empezó como ayudante de producción en televisión, antes de dedicarse a la presentación. Fue reportero de TVS en el sureste, informando en el informativo nocturno Coast To Coast.
Se le conoce principalmente por ser el presentador principal de DIY SOS, una serie de reformas domésticas emitida en BBC One desde 1999, y por presentar el programa factual de la BBC, Real Rescues, desde 2007. También ha presentado varios programas de entretenimiento para la BBC desde que firmó un contrato exclusivo con ellos, como Who Dares Wins, Last Choir Standing, Guesstimation, Secret Fortune y Perfection.
Knowles también ha presentado programas sobre la vida salvaje. En 2007, dirigió Mission Africa, en el que un equipo de voluntarios construía una reserva de caza en Kenia. Durante el proyecto, Knowles se cayó de un Land Rover y se dislocó el hombro. Voló de vuelta al Reino Unido para recibir tratamiento de urgencia. Ese mismo año, informó sobre la difícil situación de los orangutanes huérfanos para una edición de Saving Planet Earth. En 2009, copresentó con James Honeyborne la serie de telerrealidad de la BBC, Wildest Dreams, en la que candidatos noveles tenían que completar una serie de tareas desafiantes filmando animales salvajes en África. El ganador se incorporó a la Unidad de historia natural de la BBC en prácticas durante un año.
De 2011 a 2015, fue presentador del programa de juegos de la Perfection, en el que los candidatos deben alcanzar la perfección absoluta para ganar el premio gordo, emitido entre semana en BBC One. De 2013 a 2014, presentó el programa de juegos de la Lotería Nacional de la BBC, Break the Safe. En 2015, empezó a presentar un nuevo programa de la Lotería Nacional de la BBC One, 5-Star Family Reunion, que volvió para una segunda temporada en 2016.
En mayo de 2016, presentó Invictus: The Road to the Games. Knowles ganó entre 300.000 y 349.999 libras como presentador de la BBC durante el periodo fiscal 2016-2017. Knowles fue coguionista de la película Golden Years, protagonizada por Simon Callow, Virginia McKenna y Una Stubbs.
Lanzó su primer y último álbum musical, Every Kind Of People, el 3 de noviembre de 2017. El álbum entró en la UK Albums Chart en el puesto 92.
En 2018 participó en la decimoctava temporada de I'm a Celebrity...Get Me Out Of Here!, quedando en sexto lugar, tras ser expulsado el 6 de diciembre.
A partir de abril de 2019 presentó el programa de la BBC, Home Is Where the Art Is, en el que reta a tres artistas a crear hermosas obras de arte para personas que nunca han conocido. El programa tuvo una segunda temporada en 2021.
En mayo de 2021, se informó de que Knowles estaba manteniendo conversaciones con la BBC sobre su papel como presentador principal de DIY SOS debido a su aparición en un anuncio de televisión de Shreddies que violaba los acuerdos y directrices comerciales de la BBC. Una semana más tarde, la BBC anunció que habían resuelto el problema y Knowles volverá a su papel en DIY SOS con el rodaje que se reanudará en los próximos meses y se espera que vuelva a las pantallas en 2022.
Entre agosto y septiembre de 2021, presentó la serie de Channel 5, Nick Knowles' Big House Clearout.
En septiembre de 2024, Knowles participó en la vigesimosegunda temporada de Strictly Come Dancing, formando pareja con la bailarina profesional Luba Mushtuk. Tras lesionarse el hombro antes del segundo programa, no actuó en la tercera semana debido a la lesión. Regresó en la cuarta semana, pero fue eliminado la competencia quedando en el decimotercer puesto.

## Vida personal
Knowles estuvo casado con su primera esposa Gillian Knowles de 1996 a 2000 y tuvieron un hijo y una hija. Salió con su segunda esposa Jessica Rose Moor desde 2009; se casaron en septiembre de 2012 pero se divorciaron en 2017. Knowles tiene cuatro hijos en total. En 2021 se informó de que salía con Katie Dadzie y la pareja se comprometió.
Su hermano tiene una discográfica y sus tres hermanas se convirtieron en bailarinas. En 2018 se informó de que vivía en España.
En junio de 2019, Knowles recibió una prohibición de conducir de seis meses y una multa de 1.480 libras por exceso de velocidad y uso del teléfono móvil mientras conducía. Hablando fuera del tribunal en Cheltenham, dijo: «Para mí, esto fue una llamada de atención, y poner mi teléfono en el maletero de mi coche ahora detiene la tentación».

### Intereses y ayudas benéficas
En noviembre de 2013, Knowles y su entonces esposa Jessica abrieron una tienda de antigüedades y una consultoría de diseño del hogar en Eton, Berkshire.
Knowles juega al rugby y sigue un régimen dietético vegano «el 80% del tiempo». En 2016 se involucró en un restaurante vegano de Shrewsbury llamado O'Joy, que cerró en noviembre de 2017.
Knowles ha sido un colaborador habitual de la organización benéfica contra el acoso infantil Act Against Bullying. Cantó «Addicted to Love» para Children in Need de 2008.

## Filmografía

### Televisión
| Año                | Título                                       | Papel                | Notas                                         |
| ------------------ | -------------------------------------------- | -------------------- | --------------------------------------------- |
| 1994–2002          | Ridge Riders                                 | Presentador          |                                               |
| 1997–1999          | 5's Company                                  | Copresentador        | Serie diurna                                  |
| 1999–2010          | DIY SOS                                      | Presentador          | Serie de máxima audiencia                     |
| 2002               | Airline                                      | Él mismo             | Documental                                    |
| 2003–2004          | Judgemental                                  | Presentador          | Programa concurso                             |
| 2003–2005          | City Hospital                                | Copresentador        | Serie diurna                                  |
| 2005               | Hollyoaks                                    | Patrullero de fraude |                                               |
| 2007–2011, 2013    | Real Rescues                                 | Copresentador        | Serie diurna                                  |
| 2007–2019          | Who Dares Wins                               | Presentador          | Programa concurso                             |
| 2008               | Last Choir Standing                          | Copresentador        |                                               |
| 2009               | Guesstimation                                | Presentador          | Programa concurso de la Lotería Nacional      |
| 2009               | Wildest Dreams                               | Presentador          |                                               |
| 2010–present       | DIY SOS: The Big Build                       | Presentador          | Serie de la BBC                               |
| 2011–2012          | Secret Fortune                               | Presentador          | Programa concurso de la Lotería Nacional      |
| 2011–2015          | Perfection                                   | Presentador          | Programa concurso diurno                      |
| 2013–2014          | Break the Safe                               | Presentador          | Programa concurso de la Lotería Nacional      |
| 2014, 2016–present | Close Calls: On Camera                       | Presentador          |                                               |
| 2015–2016          | 5-Star Family Reunion                        | Presentador          | Programa concurso                             |
| 2016               | Invictus: The Road to the Games              | Presentador          | Especial único                                |
| 2016               | The Retreat                                  | Presentador          | Serie de 5 partes                             |
| 2017               | Mind Over Marathon                           | Presentador          |                                               |
| 2018               | I'm a Celebrity...Get Me Out of Here!        | Concursante          | Sexto puesto                                  |
| 2021–present       | Nick Knowles' Big House Clearout             | Presentador          | Series de máxima audiencia                    |
| 2021               | Nick Knowles' New Homes                      | Presentador          | Serie de mejoras para el hogar                |
| 2021               | Nick Knowles Heritage Rescue                 | Presentador          | Serie de restauración de edificios históricos |
| 2022               | Nick Knowles' Railway Journeys               | Presentador          | Serie documental de viajes                    |
| 2023               | Into the Grand Canyon with Nick Knowles      | Presentador          | Documental de viaje en dos partes             |
| 2023               | Amazing Railway Adventures with Nick Knowles | Presentador          | Serie de viajes                               |
| 2023               | Into Death Valley with Nick Knowles          | Presentador          | Documental de viaje en dos partes             |
| 2023               | Between the Covers                           | Invitado             | Un episodio                                   |
| 2024               | The Mighty Mississippi with Nick Knowles     | Presentador          | Documental de viaje en dos partes             |
| 2024               | Nick Knowles in South America                | Presentador          | Documental de viaje en tres partes            |
| 2024               | Strictly Come Dancing                        | Concursante          | Temporada 22                                  |

### Película
| Año  | Título       | Papel                            | Notas               |
| ---- | ------------ | -------------------------------- | ------------------- |
| 2016 | Golden Years | Coguionista, productor ejecutivo | Película de comedia |

## Discografía

### Álbumes de estudio
| Título               | Datalles                                                                                   | Mayor posición |
| Título               | Datalles                                                                                   | UK             |
| -------------------- | ------------------------------------------------------------------------------------------ | -------------- |
| Every Kind of People | - Lanzamiento: 3 de noviembre de 2017 - Discográfica: UMC - Formatos: Descarga digital, CD | 92             |

### Sencillos
| Año  | Título                  | Álbum                |
| ---- | ----------------------- | -------------------- |
| 2017 | «River»                 | Every Kind Of People |
| 2017 | «Make You Feel My Love» | Every Kind Of People |
| 2017 | «Every Kinda People»    | Every Kind Of People |